# NGC 6942
NGC 6942 est une galaxie lenticulaire barrée située dans la constellation de l'Indien. Sa vitesse par rapport au fond diffus cosmologique est de 3 139 ± 28 km/s, ce qui correspond à une distance de Hubble de 46,3 ± 3,3 Mpc (∼151 millions d'al). NGC 6942 a été découverte par l'astronome britannique John Herschel en 1836.
NGC 6942 a été utilisé par Gérard de Vaucouleurs comme une galaxie de type morphologique  (R')SB(rs)a dans son atlas des galaxies. Dans la  bande K infrarouge, NGC 6942 présente une barre centrale de 25 secondes d'arc dont l'ellipticité maximale est de 0,5. L'angle de position de celle-ci est de 96°.
Selon la base de données Simbad, NGC 6942 est une une galaxie active de type Seyfert 2.
À ce jour, trois mesures non basées sur le décalage vers le rouge (redshift) donnent une distance de 41,900 ± 13,772 Mpc (∼137 millions d'al), ce qui est à l'intérieur des valeurs de la distance de Hubble. Notons cependant que c'est avec la valeur moyenne des mesures indépendantes, lorsqu'elles existent, que la base de données NASA/IPAC calcule le diamètre d'une galaxie et qu'en conséquence le diamètre de NGC 6942 pourrait être d'environ 44,3 kpc (∼144 000 al) si on utilisait la distance de Hubble pour le calculer.